# Swing Low, Sweet Chariot
Il testo è il seguente (il ritornello è la parte in grassetto):

Swing low, sweet chariot

Coming for to carry me home

Swing low, sweet chariot

Coming for to carry me home
I looked over Jordan and what did I see

Coming for to carry me home

A band of angels coming after me

Coming for to carry me home
(ritornello)
Sometimes I'm up and sometimes I'm down

Coming for to carry me home

But still my soul feels heavenly bound

Coming for to carry me home
(ritornello)
The brightest day that I can say

Coming for to carry me home

When Jesus washed my sins away,

Coming for to carry me home.
(ritornello)
If I get there before you do

Coming for to carry me home

I'll cut a hole and pull you through

Coming for to carry me home
(ritornello)
If you get there before I do

Coming for to carry me home

Tell all my friends I'm coming too

Coming for to carry me home
(ritornello)
Swing Low, Sweet Chariot è uno storico brano musicale spiritual nero, inciso per la prima volta dai Fisk Jubilee Singers nel 1909.
Nel 2002 la Biblioteca del Congresso ha inserito il brano tra le 50 canzoni del National Recording Registry. È stato inoltre inserito nella lista delle Songs of the Century dalla RIAA e dal Sovvenzionamento Nazionale per le Arti e la Ricerca.

## Storia del brano
Swing Low, Sweet Chariot fu scritta dal choctaw Wallis Willis poco prima del 1862. Egli fu ispirato dal Red River, che gli ricordava il fiume Giordano ed il profeta Elia, il quale venne rapito in cielo con «un carro – chariot – di fuoco».
Alexander Reid sentì Willis cantare questa canzone e ne trascrisse testo e melodia. Successivamente inviò il brano ai Jubilee Singers della Fisk University presso Nashville. I Fisk Jubilee Singers resero popolare questa canzone con i loro tour negli Stati Uniti ed in Europa.
Il brano, inoltre, fece il suo ritorno negli anni sessanta, durante le varie lotte per i diritti civili ed un periodo di revival del genere folk; fu interpretata da numerosi artisti, in particolare da Joan Baez al festival di Woodstock.

### L'utilizzo nel rugby a 15
Il 18 marzo 1988 un gruppo di studenti della Douai School stava assistendo allo stadio di Twickenham a Inghilterra-Irlanda del Cinque Nazioni.
Essi, ogni volta che un giocatore inglese era in procinto di segnare, iniziavano a cantare questo "loro" inno. Cantarono il brano con particolare vigore quando il tre quarti ala Chris Oti segnava la sua prima meta. Divertito da questo coro, Chris Oti fu ispirato a segnare una tripletta, sorprendendo tutto il pubblico, allorché l'"inno" sembrò provenire dall'intera curva inglese.

## Cover
Swing Low, Sweet Chariot è stata cantata da molti artisti, tra i quali:
- Apollo Jubilee Quartette (26 febbraio 1912, Columbia Records (A1169), New York)
- Benny Goodman (1936)
- Fats Waller (1938)
- Paul Robeson (1939)
- The Charioteers (1939)
- Tommy Dorsey (1940)
- Glenn Miller (1944)
- Dizzy Gillespie (1946)
- Peggy Lee (1946)
- John Serry (1947) Fisarmonica Accordion Capers - Sonora Records (MS 476) NY[3][4]
- Gene Autry (1950)
- Duke Ellington (1950)
- Norman Luboff Choir (1956)
- Louis Armstrong (1957)
- Laurel Aitken (1958)
- Johnny Mathis (1958)
- Johnny Cash (1959)
- Harry Belafonte (1960)
- The Brothers Four (1961)
- The Staple Singers (1962)
- Stevie Wonder (1968)
- Patti Page (1969)
- Joan Baez (1969)
- The Mighty Clouds of Joy (1973)
- The Jordanaires (1975)
- Eric Clapton (1975)

- Larry Norman (1983)
- Solomon Burke (1983)
- Glenn Yarbrough (1987)
- Diamanda Galás (1988)
- Dr. Dre (1988) (ha usato il ritornello nella sua canzone Let Me Ride)
- Ladysmith Black Mambazo & China Black (1995)
- B. B. King (1996)
- Willie Nelson (1996)
- Barbara Mandrell (1997)
- Della Reese (1997)
- Loretta Lynn (1998)
- Dinah Shore (1999)
- Bone Thugs-n-Harmony (2000) (il ritornello è stato usato come intro della canzone Battlezone)
- Etta James (2000)
- Beyoncé (2003) (cantata nel film film The Fighting Temptations)
- UB40 (2003)
- Von Trapp Children (2004)
- Annuals (2006)
- Sam Baker (2007) (il ritornello è stato usato nella sua canzone Orphans)
- John Davey (2008) (il ritornello è stato usato nella sua canzone Funeral Day)
- She & Him (2008) (con titolo Untitled)
- Tay Zonday (2008)
- Kathleen Battle (2008)
- Bobby McFerrin (2013)
- Ella Eyre (2015)